# 表面處理

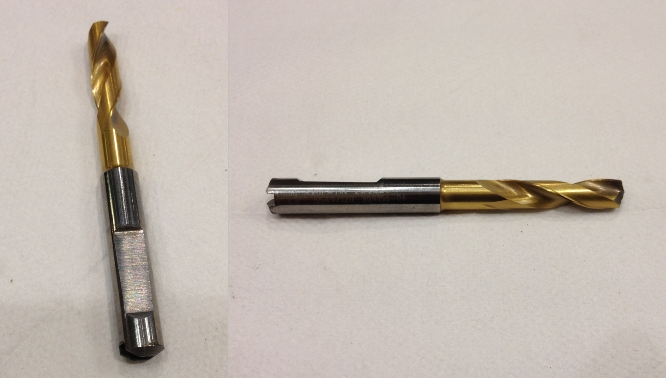
經過表面處理加工的鑽頭

表面处理技术（Surface treatment）指的是通过对材料的表面进行改性或者涂覆一层其他材料实现对基底材料的保护。材料的损坏和失效大多是从表面破损开始的，因此针对材料的表面處理技術應運而生。

## 表面改性
表面改性技术不改变化学组成，有淬火、激光表面强化、喷丸、滚压、拉丝、抛光等。

### 激光表面强化
激光束经聚焦后，能在焦点处产生几千乃至上万摄氏度的温度，而且这些辐射亮度是可以控制的。因此，可以按照需要进行材料表面固相相变硬化（淬火），也可以进行表面熔凝、熔覆、表面合金化、表面诱导沉积。
- 表面相变是利用快速加热与冷却以及马氏体微小相变的原理，提高耐磨性[1]。1974年，美国通用汽车公司采用激光表面相变技术使汽车转向器壳体内腔（可锻铸铁）耐磨性提高10倍。
- 激光熔凝是采用比相变硬化能量更高的激光能量（可高达105 W/cm²），使金属表面快速熔化，激光移开后熔化金属快速凝固，表面获得极细或超细化组织结构，可形成较厚的硬化层。
- 激光非晶化或激光上釉所用激光能量约107~108 W/cm²，可获得表面非静态结构，提高耐磨蚀、抗氧化性能。[2]
- 激光表面合金化是首先用预沉积法或共沉积法在表面沉积一层所希望的元素，再经激光处理，可形成一层与材料本身不同化学成分的新合金，可明显提高耐磨、耐蚀、耐高温等性能。
- 激光熔覆：采用在表面上预置涂层或处理时直接送粉的方法，在激光照射下，可使表面形成一层新的激光熔覆涂层，提高普通钢、合金钢、高速钢、不锈钢、铝合金性能。
- 激光诱导沉积，包括激光化学气相沉积（LCVD）和激光物理气相沉积（CPVD）。

## 表面合金化
在表面添加材料形成合金，典型工艺就是化学表面热处理。该工艺是将工件置于特定介质中加热保温，使介质中活性原子渗入工件表层从而改变工件表层化学成分和组织。与表面淬火相比，化学表面热处理不仅改变钢的表层组织，还改变其化学成分。根据渗入的元素不同，化学热处理可分为渗碳、氮化、多元共渗、渗其他元素等。

## 表面转化膜
表面转化膜工艺中，添加材料与基体发生化学反应。
- 发黑（也称发蓝）是把钢材或钢件在空气-水蒸气或化学药物中加热到适当温度使其表面形成一层蓝色或黑色氧化膜。[5]
- 磷化是将工件（钢铁或铝、锌件）浸入磷化液（某些酸式磷酸盐为主的溶液），在表面沉积形成一层不溶于水的结晶型磷酸盐转换膜。
- 阳极氧化是将铝或铝合金制件浸沉于酸性电解液中，在外电流作用下作为阳极，在制件表面上形成与基体牢固结合的防蚀氧化膜层。[6]

## 表面覆膜
- 電鍍在电解质溶液中，工件为阴极，在外电流作用下，使其表面形成镀层。化學鍍在电解质溶液中，工件表面经催化处理，无外电流作用，在溶液中由于化学物质的还原作用，将某些物质沉积于工件表面而形成镀层。化学镀比电镀成本高、效率低，溶液损失大。
- 热浸镀是将金属工件放入熔融金属中，令其表面形成涂层的过程，如热镀锌、热镀铝等。
- 熱噴塗是将金属或非金属材料加热熔化，靠压缩气体连续吹喷到制件表面上，形成与基体牢固结合的涂层。[7]
- 热烫印是将金属箔加温、加压覆盖于工件表面上，形成涂覆层的过程，如热烫印铝箔等。
- 真空鍍是在真空条件下，通过蒸馏或溅射等方式在金属表面沉积各种金属和非金属薄膜的表面处理工艺。可以分为真空蒸镀、真空溅射镀、真空离子镀。
- 气相沉积是将含有沉积元素的气相物质，通过物理或化学的方法沉积在材料表面形成薄膜，分物理气相沉积(PVD)和化学气相沉积(CVD)两大类。激光化学气相沉积（LCVD）可制备优质的金刚石膜；激光物理气相沉积（CPVD）可制备BN膜（立方氮化硼）、半导体膜、电介质膜、陶瓷膜等。
- 涂装是将塗料涂敷于工件表面形成涂层的过程，如噴漆、刷漆等。
- 又稱為鍍膜。